# Gomelski Cup
De Gomelski Cup (Russisch: Кубок Гомельского) was een jaarlijks basketbaltoernooi dat werd gehouden in Moskou in de herfst. De beker is vernoemd naar Aleksandr Gomelski, de legendarische coach van o.a. CSKA Moskou en het basketbalteam van de Sovjet-Unie. Het is een opwarmtoernooi voor het nieuwe seizoen. Vier Europese teams zijn geselecteerd om deel te nemen aan het toernooi. De vier teams spelen tegen elkaar in de halve finale. De twee winnaars van elke wedstrijd spelen tegen elkaar om de toernooiwinst, terwijl de verliezers ook tegen elkaar spelen voor de derde plaats. De gastheren CSKA Moskou hebben tien titels gewonnen vanaf 2010. In 2020 werd het toernooi opgeheven door de komst van de VTB United League Supercup, waar om de Aleksandr Gomelski Cup gespeeld wordt.

## Winnaars van de Gomelski Cup
| Jaar | Winnaar              | Uitslag | Tegenstander               |
| ---- | -------------------- | ------- | -------------------------- |
| 2008 | Žalgiris Kaunas      | 80 - 69 | Panathinaikos              |
| 2009 | Panathinaikos        | 80 - 69 | CSKA Moskou                |
| 2010 | CSKA Moskou          | 79 - 73 | Žalgiris Kaunas            |
| 2011 | CSKA Moskou          | 73 - 57 | Fenerbahçe Ülker           |
| 2012 | CSKA Moskou          | 82 - 65 | Lokomotiv-Koeban Krasnodar |
| 2013 | CSKA Moskou          | 76 - 65 | Lokomotiv-Koeban Krasnodar |
| 2014 | CSKA Moskou          | 75 - 46 | Panathinaikos              |
| 2015 | CSKA Moskou          | 81 - 80 | Panathinaikos              |
| 2016 | CSKA Moskou          | 95 - 73 | Maccabi FOX Tel Aviv       |
| 2017 | Chimki Oblast Moskou | 84 - 77 | CSKA Moskou                |
| 2018 | CSKA Moskou          | 87 - 83 | Anadolu Efes               |
| 2019 | CSKA Moskou          | 91 - 66 | Olympiakos Piraeus         |
| 2020 | CSKA Moskou          | 91 - 51 | Parma Perm                 |

## Winnaars aller tijden
| Cups | Club                 | In:                                                        |
| ---- | -------------------- | ---------------------------------------------------------- |
| 10   | CSKA Moskou          | 2010, 2011, 2012, 2013, 2014, 2015, 2016, 2018, 2019, 2020 |
| 1    | Žalgiris Kaunas      | 2008                                                       |
| 1    | Panathinaikos        | 2009                                                       |
| 1    | Chimki Oblast Moskou | 2017                                                       |

## Per land
| Cups | x clubs | Land        |
| ---- | ------- | ----------- |
| 11   | 2       | Rusland     |
| 1    | 1       | Litouwen    |
| 1    | 1       | Griekenland |

2008 · 2009 · 2010 · 2011 · 2012 · 2013 · 2014 · 2015 · 2016 · 2017 · 2018 · 2019 · 2020